# Gösta Angel
Erik Gustaf (Gösta) Robert Angel, född den 30 april 1889 i Kalmar, död den 14 februari 1977 i Täby församling, Stockholms län, var en svensk ingenjör. Han var far till Tryggve Angel.
Angel blev civilingenjör efter studier vid Kungliga Tekniska högskolan 1912. Han var disponent vid Elektrolytiska aktiebolaget i Trollhättan 1916–1918, sysselsatt med uppfinningar 1918–1922 och överingenjör vid Elektrokemiska aktiebolaget i Bengtsfors och Bohus 1922–1925. Angel blev konsult och ägnade sig åt vetenskaplig verksamhet från 1925. Han blev teknologie doktor 1933 och docent vid Kungliga Tekniska högskolan 1934. Han var speciallärare i teknisk elektrokemi där 1937–1945, professor i samma ämne 1945–1956 och tillförordnad professor 1956–1959. Angel gjorde ett flertal uppfinningar och utgav standardverket Kemisk teknologi. Han blev riddare av Nordstjärneorden 1953.